# Eccleshall
Eccleshall – miasto w Anglii, w hrabstwie Staffordshire, w dystrykcie Stafford. Leży 11 km na północny zachód od miasta Stafford i 209 km na północny zachód od Londynu. W 2001 miasto liczyło 6312 mieszkańców.